# Дачия Логан
„Дачия Логан“ (Dacia Logan) е лек автомобил, произвеждан от френския автомобилен производител „Рено“ под марката „Дачия“ от 2004 г. насам. От 2012 г. се произвежда второ, а от 2020 г. трето поколение на автомобила.

## Дачия Логан I
„Дачия Логан I“ (Dacia Logan I) е лек автомобил, категория малък автомобил, който е официално представен на автомобилното изложение в Париж през 2004 година. Произвеждан е от 2004 до 2013 г. Автомобилът е построен върху платформата на Рено Модус с окачване взето от Клио II и бензинов двигател от Рено Талия. Първоначално автомобилът се произвежда само в седан, а две години по-късно, през 2006 г., е пусната версия комби. През 2007 г. е въведена версия пикап и миниван.

## Дачия Логан II
„Дачия Логан II“, „Рено Логан“, „Рено Симбол III“ (Dacia Logan II, Renault Logan, Renault Symbol III) е представена заедно с второто поколение на Дачия Сандеро, по време на автомобилното изложение в Париж през 2012 година, а през 2013 година е представена версия комби. Новост в колата е система Media System Nav, състояща се от 7-инчов сензорен екран с мултимедийни функции и навигация, както и ограничител на скоростта, темпомат, задни сензори за паркиране. Дачия Логан II печели титлата „Румънската кола на годината“ през 2013 г.